# 8 Leonis Minoris
8 Leonis Minoris är en misstänkt variabel i Lilla lejonets stjärnbild.
8 Leonis Minoris har visuell magnitud +5,40 och varierar med 0,07 magnituder i amplitud utan fastställd periodicitet. Den befinner sig på ett avstånd av ungefär 480 ljusår.